# CEV Cup 2019–2020 (damer)
CEV Cup 2019-2020 utspelade sig mellan 3 december 2019 och 4 mars 2020. Tävlingen var den 48:e upplagan av CEV Cup för damer (dock tidigare under namnet cupvinnarecupen). I turneringen deltog 32 lag från CEVs medlemsförbund. Ingen vinnare utsågs då turneringen avbröts på grund av COVID-19-pandemin.

## Regelverk
I turneringen deltog 27 lag som var anmälda direkt till turneringen och 5 lag som blev utslagna i kvalstegen av CEV Champions League 2019–2020. Tävlingen genomfördes i cupformat med sextondelsfinaler, åttondelsfinaler, kvartsfinaler, semifinaler och final, alla spelade med hemma- och bortamatcher. Matchpoäng fördelades enligt vanliga volleybollregler (3 poäng tilldelades det vinnande laget och 0 poäng tilldelades det förlorande laget vid 3-0 i set, 2 poäng tilldelades det vinnande laget och 1 tilldelades det förlorande lag vid 3-2 i set). Om bägge lagen fick lika många matchpoäng genomfördes ett golden set.
Lottning skedde den 26 juni 2019 i  Luxemburg.
På grund av COVID-19-pandemin sköts flera matcher först upp.  CEV beslutade därför om ett avbrott fram till den 3 april och senare fram till mitten av maj 2020  iannan de slutligen den 23 april 2020 beslöt att avbryta tävlingen utan att utse någon vinnare.

## Deltagande lag
| - VK Partizani Tirana - Asterix Avo Beveren - Hermes Volley Oostende - VK Minsk - UOK Banjaluka Volley - ŽOK Jedinstvo Brčko - HAOK Mladost - OK Kaštela | - HLPK Lentiskerho - ASPTT Mulhouse - Volero Le Cannet - SC Potsdam - Schweriner SC - Unione Sportiva Pro Victoria Pallavolo Monza - UYBA Volley - ŽOK Luka Bar | - Sliedrecht Sport - Chemik Police - KS Developres Rzeszów - VK UP Olomouc - VK Prostějov - VK Královo Pole - CSM București - CSM Târgoviște | - ZHVK Dinamo Kazan - OK HIT Nova Gorica - CV Haris - TS Volley Düdingen - NUC Volleyball - Galatasaray SK - VK Orbita-ZTMK-ZNU - Női RKE Nyíregyháza |

## Turneringen

### Sextondelsfinaler

#### Match 1
| 4 december 2019 Arena Szczecin, Szczecin Speltid 1h:48 - Åskådare 4 181              | Chemik Police         | 3 - 1 | Galatasaray SK                               | 25-20, 17-25, 25-19, 27-25        |
| 4 december 2019 Pabellón Pablos de Abril, La Laguna Speltid 1h:08 - Åskådare 350     | CV Haris              | 3 - 0 | VK Partizani Tirana                          | 25-14, 25-17, 25-15               |
| 4 december 2019 Gradska Dvorana, Kaštel Stari Speltid 1h:19 - Åskådare 210           | OK Kaštela            | 0 - 3 | HAOK Mladost                                 | 17-25, 17-25, 23-25               |
| 3 december 2019 Sala Polivalentă, Târgoviște Speltid 2h:17 - Åskådare 1 700          | CSM Târgoviște        | 2 - 3 | Női RKE Nyíregyháza                          | 22-25, 17-25, 29-27, 26-24, 10-15 |
|                                                                                      | Volero Le Cannet      | -     | CSM București                                | [ 11 ]                            |
| 11 december 2019 Salle Omnisport St. Léonard, Fribourg Speltid 1h:05 - Åskådare 827  | TS Volley Düdingen    | 3 - 0 | ŽOK Luka Bar                                 | 25-19, 25-11, 25-14               |
| 5 december 2019 Sportska dvorana Borik, Banja Luka Speltid 2h:07 - Åskådare 350      | UOK Banjaluka Volley  | 3 - 2 | ŽOK Jedinstvo Brčko                          | 30-28, 15-25, 24-26, 25-15, 15-11 |
| 4 december 2019 Palazzetto dello Sport Uruchje, Minsk Speltid 1h:03 - Åskådare 1 000 | VK Minsk              | 3 - 0 | NUC Volleyball                               | 25-11, 26-24, 25-22               |
| 4 december 2019 Sporthal De Basis, Sliedrecht Speltid 1h:06 - Åskådare 900           | Sliedrecht Sport      | 0 - 3 | Schweriner SC                                | 17-25, 17-25, 19-25               |
| 4 december 2019 Sportovní hala Kuřim, Kuřim Speltid 1h:59 - Åskådare 489             | VK Královo Pole       | 3 - 2 | HLPK Lentiskerho                             | 26-24, 19-25, 21-25, 25-13, 15-13 |
| 4 december 2019 Topsporthal, Beveren Speltid 1h:55 - Åskådare 311                    | Asterix Avo Beveren   | 3 - 2 | VK Prostějov                                 | 22-25, 25-21, 25-15, 25-27, 15-8  |
| 4 december 2019 Športna dvorana, Nova Gorica Speltid 1h:02 - Åskådare 250            | OK HIT Nova Gorica    | 0 - 3 | Hermes Volley Oostende                       | 12-25, 18-25, 19-25               |
| 4 december 2019 Hala Podpromie, Rzeszów Speltid 2h:02 - Åskådare 2 231               | KS Developres Rzeszów | 3 - 2 | ASPTT Mulhouse                               | 26-24, 23-25, 25-22, 20-25, 15-7  |
| 4 december 2019 PalaPiantanida, Busto Arsizio Speltid 1h:05 - Åskådare 1 400         | UYBA Volley           | 3 - 0 | VK UP Olomouc                                | 25-18, 25-11, 25-20               |
| 17 december 2019 PalaPiantanida, Busto Arsizio Speltid 0h:53 - Åskådare 150          | VK Orbita-ZTMK-ZNU    | 0 - 3 | Unione Sportiva Pro Victoria Pallavolo Monza | 15-25, 12-25, 7-25                |
| 4 december 2019 MBS Arena Potsdam, Potsdam Speltid 1h:47 - Åskådare 910              | SC Potsdam            | 2 - 3 | ZHVK Dinamo Kazan                            | 17-25, 25-18, 25-20, 20-25, 12-15 |

#### Match 2
| 17 december 2019 Burhan Felek Spor Salonu, Istanbul Speltid 1h:51 - Åskådare 1 173         | Galatasaray SK                               | 2 - 3 | Chemik Police         | 25-19, 18-25, 25-19, 23-25, 12-15                   |
| 18 december 2019 Pallati i Sportit Dhimitraq Goga, Durazzo Speltid 1h:04 - Åskådare 100    | VK Partizani Tirana                          | 0 - 3 | CV Haris              | 12-25, 14-25, 20-25                                 |
| 19 december 2019 Dom odbojke Bojan Stranić, Zagreb Speltid 1h:03 - Åskådare 150            | HAOK Mladost                                 | 3 - 0 | OK Kaštela            | 25-18, 25-10, 25-21                                 |
| 17 december 2019 Continental Aréna, Nyíregyháza Speltid 1h:50 - Åskådare 500               | Női RKE Nyíregyháza                          | 3 - 2 | CSM Târgoviște        | 14-25, 25-18, 25-14, 18-25, 16-14                   |
|                                                                                            | CSM București                                | -     | Volero Le Cannet      | [ 11 ]                                              |
| 18 december 2019 Sportska dvorana Topolica, Bar Speltid 1h:06 - Åskådare 224               | ŽOK Luka Bar                                 | 0 - 3 | TS Volley Düdingen    | 15-25, 18-25, 19-25                                 |
| 18 december 2019 Sportska Dvorana Magnet, Brčko Speltid 1h:07 - Åskådare 250               | ŽOK Jedinstvo Brčko                          | 3 - 0 | UOK Banjaluka Volley  | 25-15, 25-13, 25-21                                 |
| 18 december 2019 Halle de Sports de la Riveraine, Neuchâtel Speltid 1h:44 - Åskådare 1 300 | NUC Volleyball                               | 3 - 1 | VK Minsk              | 28-26, 23-25, 25-19, 27-25                          |
| 17 december 2019 ARENA Schwerin, Schwerin Speltid 1h:06 - Åskådare 1 687                   | Schweriner SC                                | 3 - 0 | Sliedrecht Sport      | 25-16, 25-18, 25-19                                 |
| 17 december 2019 Elenia Areena, Tavastehus Speltid 1h:23 - Åskådare 516                    | HLPK Lentiskerho                             | 3 - 0 | VK Královo Pole       | 25-23, 25-15, 26-24                                 |
| 19 december 2019 Sport Centrum, Prostějov Speltid 1h:46 - Åskådare 402                     | VK Prostějov                                 | 2 - 3 | Asterix Avo Beveren   | 25-17, 25-16, 19-25, 19-25, 11-15                   |
| 18 december 2019 Mister V-Arena, Oostende Speltid 1h:10 - Åskådare 425                     | Hermes Volley Oostende                       | 3 - 0 | OK HIT Nova Gorica    | 25-16, 25-19, 25-22                                 |
| 18 december 2019 Palais des Sports, Mulhouse Speltid 2h:16 - Åskådare 3 080                | ASPTT Mulhouse                               | 3 - 2 | KS Developres Rzeszów | 24-26, 22-25, 25-23, 25-13, 15-12 Golden set: 13-15 |
| 19 december 2019 Univerzita Palackého, Olomouc Speltid 1h:11 - Åskådare 650                | VK UP Olomouc                                | 0 - 3 | UYBA Volley           | 21-25, 18-25, 19-25                                 |
| 19 december 2019 PalaPiantanida, Busto Arsizio Speltid 1h:08 - Åskådare 121                | Unione Sportiva Pro Victoria Pallavolo Monza | 3 - 0 | VK Orbita-ZTMK-ZNU    | 25-23, 25-19, 25-17                                 |
| 18 december 2019 Centr volejbola Sankt-Peterburg, Kazan Speltid 1h:44 - Åskådare 1 250     | ZHVK Dinamo Kazan                            | 3 - 1 | SC Potsdam            | 25-20, 15-25, 25-12, 25-23                          |

#### Kvalificerade lag
| - Asterix Avo Beveren - Hermes Volley Oostende - VK Minsk - ŽOK Jedinstvo Brčko - HAOK Mladost - HLPK Lentiskerho - Volero Le Cannet - Schweriner SC | - Unione Sportiva Pro Victoria Pallavolo Monza - UYBA Volley - Chemik Police - KS Developres Rzeszów - ZHVK Dinamo Kazan - CV Haris - TS Volley Düdingen - Női RKE Nyíregyháza |

### Åttondelsfinaler

#### Match 1
| 22 januari 2020 Hala Policach, Police Speltid 1h:04 - Åskådare 1 173                  | Chemik Police          | 3 - 0 | CV Haris                                     | 25-13, 25-16, 25-16               |
| 22 januari 2020 Continental Aréna, Nyíregyháza Speltid 1h:54 - Åskådare 1 352         | Női RKE Nyíregyháza    | 3 - 2 | HAOK Mladost                                 | 19-25, 25-18, 18-25, 25-21, 15-12 |
| 22 januari 2020 Gymnase Maillan, Le Cannet Speltid 1h:17 - Åskådare 300               | Volero Le Cannet       | 3 - 0 | TS Volley Düdingen                           | 25-18, 25-19, 25-16               |
| 22 januari 2020 Palazzetto dello Sport Uruchje, Minsk Speltid 1h:00 - Åskådare 1 000  | VK Minsk               | 3 - 0 | ŽOK Jedinstvo Brčko                          | 25-8, 25-20, 25-16                |
| 22 januari 2020 Elenia Areena, Tavastehus Speltid 1h:36 - Åskådare 550                | HLPK Lentiskerho       | 1 - 3 | Schweriner SC                                | 19-25, 25-23, 20-25, 16-25        |
| 22 januari 2020 Mister V-Arena, Oostende Speltid 2h:07 - Åskådare 295                 | Hermes Volley Oostende | 2 - 3 | Asterix Avo Beveren                          | 19-25, 25-21, 25-21, 23-25, 14-16 |
| 23 januari 2020 PalaPiantanida, Busto Arsizio Speltid 1h:20 - Åskådare 1 786          | UYBA Volley            | 3 - 0 | KS Developres Rzeszów                        | 25-22, 25-17, 25-22               |
| 23 januari 2020 Centr volejbola Sankt-Peterburg, Kazan Speltid 1h:16 - Åskådare 1 300 | ZHVK Dinamo Kazan      | 3 - 0 | Unione Sportiva Pro Victoria Pallavolo Monza | 25-23, 25-13, 25-19               |

#### Match 2
| 5 februari 2020 Pabellón Pablos de Abril, La Laguna Speltid 1h:53 - Åskådare 850     | CV Haris                                     | 1 - 3 | Chemik Police          | 27-25, 22-25, 17-25, 23-25                         |
| 5 februari 2020 Dom odbojke Bojan Stranić, Zagreb Speltid 2h:59 - Åskådare 300       | HAOK Mladost                                 | 3 - 2 | Női RKE Nyíregyháza    | 25-20, 25-22, 19-25, 23-25, 15-8 Golden set: 19-17 |
| 5 februari 2020 Salle Omnisport St. Léonard, Fribourg Speltid 1h:07 - Åskådare 1 000 | TS Volley Düdingen                           | 0 - 3 | Volero Le Cannet       | 15-25, 23-25, 20-25                                |
| 4 februari 2020 Sportska Dvorana Magnet, Brčko Speltid 1h:32 - Åskådare 300          | ŽOK Jedinstvo Brčko                          | 1 - 3 | VK Minsk               | 21-25, 21-25, 25-22, 15-25                         |
| 6 februari 2020 ARENA Schwerin, Schwerin Speltid 1h:26 - Åskådare 1 902              | Schweriner SC                                | 3 - 1 | HLPK Lentiskerho       | 25-15, 25-15, 16-25, 25-12                         |
| 5 februari 2020 Topsporthal, Beveren Speltid 1h:54 - Åskådare 250                    | Asterix Avo Beveren                          | 3 - 2 | Hermes Volley Oostende | 21-25, 2-25, 25-21, 25-22, 15-9                    |
| 5 februari 2020 Hala Podpromie, Rzeszów Speltid 1h:42 - Åskådare 3 000               | KS Developres Rzeszów                        | 3 - 0 | UYBA Volley            | 25-20, 25-23, 27-25 Golden set: 11-15              |
| 5 februari 2020 Palazzetto dello Sport, Monza Speltid 1h:40 - Åskådare 1 500         | Unione Sportiva Pro Victoria Pallavolo Monza | 1 - 3 | ZHVK Dinamo Kazan      | 16-25, 25-18, 20-25, 20-25                         |

#### Kvalificerade lag
- Asterix Avo Beveren
- VK Minsk
- HAOK Mladost
- Volero Le Cannet
- Schweriner SC
- UYBA Volley
- Chemik Police
- ZHVK Dinamo Kazan

### Kvartsfinaler

#### Match 1
| 20 februari 2020 Dom odbojke Bojan Stranić, Zagreb Speltid 1h:08 - Åskådare 500        | HAOK Mladost        | 0 - 3 | Chemik Police    | 19-25, 13-25, 16-25        |
| 20 februari 2020 Palazzetto dello Sport Uruchje, Minsk Speltid 1h:39 - Åskådare 2 100  | VK Minsk            | 1 - 3 | Volero Le Cannet | 22-25, 15-25, 25-20, 16-25 |
| 20 februari 2020 Topsporthal, Beveren Speltid 1h:34 - Åskådare 300                     | Asterix Avo Beveren | 1 - 3 | Schweriner SC    | 25-16, 20-25, 21-25, 13-25 |
| 20 februari 2020 Centr volejbola Sankt-Peterburg, Kazan Speltid 1h:16 - Åskådare 1 500 | ZHVK Dinamo Kazan   | 3 - 0 | UYBA Volley      | 25-17, 25-12, 25-20        |

#### Match 2
| 3 mars 2020 Arena Szczecin, Szczecin Speltid 1h:07 - Åskådare 3 346 | Chemik Police    | 3 - 0 | HAOK Mladost        | 25-19, 25-18, 25-10 |
| 4 mars 2020 Gymnase Maillan, Le Cannet Speltid 1h:19 - Åskådare 350 | Volero Le Cannet | 3 - 0 | VK Minsk            | 25-13, 25-18, 33-31 |
| 3 mars 2020 ARENA Schwerin, Schwerin Speltid 1h:06 - Åskådare 1 860 | Schweriner SC    | 3 - 0 | Asterix Avo Beveren | 25-13, 25-16, 25-14 |
| PalaPiantanida, Busto Arsizio Speltid 0h:00 - Åskådare 0            | UYBA Volley      | -     | ZHVK Dinamo Kazan   | Ej genomförd        |

#### Kvalificerade lag
- Volero Le Cannet
- Schweriner SC
- Chemik Police

### Semifinaler

#### Match 1
| Speltid 0h:00 - Åskådare 0 |  | - |  | Ej genomförd |
| Speltid 0h:00 - Åskådare 0 |  | - |  | Ej genomförd |

#### Match 2
| Speltid 0h:00 - Åskådare 0 |  | - |  | Ej genomförd |
| Speltid 0h:00 - Åskådare 0 |  | - |  | Ej genomförd |

### Final

#### Match 1
| Speltid 0h:00 - Åskådare 0 |  | - |  | Ej genomförd |

#### Match 2
| Speltid 0h:00 - Åskådare 0 |  | - |  | Ej genomförd |

#### Mästare
- Titeln ej utdelad